# Bachchahalli, Dod Ballapur
Bachchahalli là một làng thuộc tehsil Dod Ballapur, huyện Bangalore Rural, bang Karnataka, Ấn Độ.